# Adinda travancorensis
Adinda travancorensis is een pissebed uit de familie Scleropactidae. De wetenschappelijke naam van de soort is voor het eerst geldig gepubliceerd in 1911 door Stebbing.